# Nie wkładaj palca między drzwi
Nie wkładaj palca między drzwi (ang. Don't Drink the Water) – amerykańska komedia z 1994 roku oparty na scenariuszu i reżyserii Woody’ego Allena.

## Opis fabuły
Akcja filmu rozgrywa się w latach 60. XX wieku. Walter Hollander (Woody Allen) zabiera swoją rodzinę na wycieczkę do Europy Wschodniej. Kilka zdjęć zrobionych w nieodpowiednim miejscu i czasie ściąga na nich poważne kłopoty. Zostają bowiem oskarżeni o szpiegostwo. Chronią się w amerykańskiej ambasadzie.

## Obsada
- Woody Allen jako Walter Hollander
- Michael J. Fox jako Axel Magee
- Mayim Bialik jako Susan Hollander
- Dom DeLuise jako ojciec Drobney
- Julie Kavner jako Marion Hollander
- Josef Sommer jako Ambasador Magee
- Edward Herrmann jako pan Kilroy
- Robert Stanton jako pan Burns
- Rosemary Murphy jako pani Pritchard
- Austin Pendleton jako szef Oscar
- Vit Horejs jako Krojak
- Erick Avari jako doradca Emira